# Abrodictyum cupressoides
Abrodictyum cupressoides là một loài dương xỉ trong họ Hymenophyllaceae. Loài này được Desv. Ebihara & Duboisson mô tả khoa học đầu tiên năm 2006.